# Hedvig Rinander
Hedvig Natalia Rinander, född 7 augusti 1868 i Karlanda, död 13 mars 1953 i Stockholm, var en svensk politiker, lärare och nykterhetskvinna.

## Biografi

### Lärare
Hedvig Rinanders far var skollärare och hon växte upp i en stor familj med många syskon. Hon gick vid Läroverket för flickor i Karlstad och följde därefter i sin fars fotspår och utbildade sig till lärare vid Folkskoleseminariet i Falun. Hon tog examen 1892 och fick sedan en tjänst vid Gillberga folkskola i Vittinge i Uppland. Där arbetade hon som lärare fram till 1895. Från 1896 arbetade hon vid Stockholms folkskolor och var även verksam som lärare vid Lägre lärarinneseminariet i Stockholm.
Hedvig Rinander blev sedermera engagerad i utbildningsfrågor och var verksam vid Stockholms högre folkskolor där hon var både styrelseledamot och sekreterare i dess lärarförening. Hon var även medlem och styrelseledamot i en rad andra lärarföreningar, såsom Stockholms folkskolors lärarförening, Modersmålslärarnas förening samt i Stockholmskretsen av Sveriges folkskollärarinneförbund (SF). Hon var en celebritet inom utbildningsväsendet och 1919 fick hon uppdraget att vara sakkunnig vid utarbetandet av kursplaner för Stockholms högre folkskolor. Hon var examensvittne vid Grevesmühlska samskolan 1930 och blev ledamot av Maria församlings skolråd 1935.
Som lärare var Hedvig Rinander inte främmande för uppdrag som rörde barn och ungdom. Hon engagerade sig för skollovsaktiviteter och från 1909 var hon verksam som medlem i Stockholms fjällkolonier. Hon var föreståndare för dess koloni i Åre och förestod aktiviteter för barn i olika åldrar. Hon var även engagerad ledamot av Centralstyrelsen för skollovskolonier under 1930-talet och dess vice ordförande från 1938.

### Vita Bandet
Hedvig Rinander var medlem i den kristna kvinnliga nykterhetsorganisationen Vita Bandet och var även ledamot i dess centralstyrelse. Hon var sekreterare för den lokala Östermalmsföreningen i Stockholm samt ordförande för Stockholms Vita Band-distrikt. Hon var en god organisatör och föredragshållare och hade flera uppdrag inom Vita Bandet. Hon var bland annat organisationens representant i Centralförbundet för nykterhetsundervisning. Hedvig Rinander var intresserad av sång och musik och deltog i arbetet med att skriva Vita Bandets Sångbok som publicerades 1915. Hon ledde Vita Bandets sångkör och arrangerade konserter som Östermalmsföreningen höll i kyrkor runt om i Stockholmsområdet.
Under åren 1934–1947 ledde Hedvig Rinander Vita Bandets fredsavdelning och var därefter sekreterare i dess fredskommitté. Hon deltog vid flera av Vita Bandets internationella kongresser, bland annat i Edinburgh 1926, i Lausanne 1928 och i Helsingfors 1931. Hon var dessutom ordförande i Stockholms nykterhetskvinnors samorganisation (SNS) som bildades efter en tredagars konferens som Vita Bandet arrangerade 1921. Konferensen var ett led i opinionsarbetet inför folkomröstningen om ett alkoholförbud 1922.

### Politiskt aktiv
Hedvig Rinander var intresserad av politik och hon var även partipolitiskt engagerad. Hon var frisinnad liberal och ledamot i styrelsen för Stockholms frisinnade medborgarförening från 1923. År 1924 bildades Frisinnade folkpartiet och Hedvig Rinander blev aktiv partimedlem. Hon valdes in i stadsfullmäktige i Stockholm för perioden 1929–1931 och blev 1933 vald till ledamot i Stockholms pensionsnämnds åttonde distrikt samt i kyrkofullmäktige 1934. År 1935 upphörde Frisinnade folkpartiet och Folkpartiet bildades. Vid denna tidpunkt var Hedvig Rinander ordförande för Föreningen frisinnade kvinnor i Stockholm och sedan ledamot i Folkpartiets kvinnoförbund.
År 1940 erhöll Hedvig Rinander medaljen För medborgerlig förtjänst av åttonde storleken.